# Ngcobo (Südafrika)
Ngcobo [ˈŋǀʱɔːbɔː] (bis 2004 Engcobo) ist eine Stadt in der südafrikanischen Provinz Ostkap. Sie liegt im Distrikt Chris Hani in der Gemeinde Engcobo, deren Verwaltungssitz sie ist.

## Geographie
Ngcobo hat 9835 Einwohner (Volkszählung 2011). Die meisten Bewohner sprechen als erste Sprache isiXhosa.

## Geschichte
Am 1. November 1859, dem Allerheiligentag, traf das Oberhaupt der amaQwathi, Fubu, auf Missionare der anglikanischen Vereinigung Society of the Propagation of the Gospel in Foreign Parts. In der Folge wurde die Missionsstation All Saints Mission gegründet. 1876 wurde ein Magistratssitz acht Kilometer von der Missionsstation in Engcobo (isiXhosa; deutsch etwa: „Süßgras“) angelegt. 1879 rebellierten die amaQwathi und brannten Missionsstation und Magistratsgebäude nieder. 1881 wurde der Magistratssitz wiedereröffnet.
Nahe Engcobo befand sich die Internatsschule Clarkebury Boarding Institute, das von Thembu-Jungen besucht wurde, darunter von 1936 bis 1937 von Nelson Mandela. Bis 1994 gehörte Engcobo zum Homeland Transkei. 2004 wurde der Ort in Ngcobo umbenannt.
Am 21. Februar 2018 wurden fünf Polizisten und ein ehemaliger Soldat in der örtlichen Polizeistation erschossen. Drei Tage später erschoss die Polizei sieben Verdächtige.

## Wirtschaft und Verkehr
In Ngcobo befindet sich das Krankenhaus All Saints Hospital.
Ngcobo liegt an der Fernstraße R81, die von Mthatha in die Nähe von Queenstown führt. In Ngcobo zweigt die R58 Richtung Aliwal North ab.

## Söhne und Töchter der Stadt
- Walter Sisulu (1912–2003), Politiker
- Kholosa Biyana (* 1994), Fußballspielerin